# Parco nazionale Elk Island
Il parco nazionale Elk Island (in inglese Elk Island National Park) è un parco nazionale situato in Alberta, in Canada.